# Karl Joseph Alter
Karl Joseph Alter (ur. 18 sierpnia 1885 w Toledo, Ohio, zm. 23 sierpnia 1977 w Cincinnati, Ohio) – amerykański duchowny rzymskokatolicki, arcybiskup metropolita Cincinnati w latach 1950-1969.

## Życiorys
Urodził się jako Karl Joseph Alter w Toledo (Ohio) jako syn Johna P. Altera, producenta cygar i sprzedawcy alkoholi oraz Elizabeth Kuttner. Uczęszczał do St. John's College (szkoła średnia) w Toledo i St. Mary's Seminary w Cleveland, zanim został wyświęcony na kapłana 4 czerwca 1910 r. w nowo utworzonej diecezji Toledo. Po 2 krótkich misjach parafialnych w Ohio, służył diecezji Toledo przez ponad 15 lat jako pierwszy dyrektor organizacji charytatywnych katolickich, stopniowo łącząc różne organizacje charytatywne w ujednolicony system, jednocześnie zapewniając im zatwierdzone, współczesne metody i standardy pracy opiekuńczej. W roku 1929 uzyskał doktorat z socjologii i został wykładowcą na Katolickim Uniwersytecie Ameryki, a w tym samym roku został mianowany dyrektorem Krajowej Szkoły Służby Socjalnej w Waszyngtonie, która była sponsorowana przez Narodową Katolicką Konferencję Opieki Społecznej. Karl Alter przez większą część życia związany był ze swym rodzinnym miastem Toledo.
17 kwietnia 1931 r. papież Pius XI mianował go ordynariuszem Toledo. Sakry udzielił mu metropolita Cincinnati John Timothy McNicholas OP. Był pierwszym w historii diecezji biskupem pochodzącym z jej terenów. 14 czerwca 1950 r. został następcą swego konsekratora w Cincinnati. Podczas swych prawie 20-letnich rządów na terenie archidiecezji powstało wiele kościołów, szkół i klasztorów. Odrestaurowana została również archikatedra. Brał udział we wszystkich sesjach Soboru watykańskiego II, a wcześniej był członkiem Centralnej Komisji Przygotowawczej. Na emeryturę przeszedł 19 lipca 1969 r. Zmarł w wieku 92 lat. Jedna ze szkół średnich w Dayton została nazwana jego imieniem.